# مصطفی نوریانی
مصطفی نوریانی (زادهٔ ۱۲۸۸ – درگذشتهٔ ۵ مهر ۱۳۲۲) آهنگساز و نوازندهٔ ویلن اهل ایران بود.

## زندگی‌نامه
مصطفی نوریانی آهنگساز دوره پهلوی اول در سال ۱۲۸۸ خورشیدی در شهر تهران متولد شد. وی فرزند رشید السلطنه نوریانی بود که منزل وی محفل هنرمندان طراز اول و اساتید وقت موسیقی شده بود. هنرمندانی که در این منزل رفت‌وآمد داشتند اسماعیل خان کمانچه‌کش، غلامحسین درویش، قمرالملوک وزیری، اقبال السلطان، عبدالله دوامی، نیر اعظم رومی، و در اواخر مرتضی حنانه، علی‌اکبر شهنازی، ملوک ضرابی، و دیگر موسیقی‌دانان سرشناس ایرانی بودند. مصطفی نوریانی تحت تأثیر این هنرمندان به موسیقی علاقه‌مند شد و از سن شش سالگی با تشویق پدر، نزد اسماعیل‌خان کمانچه‌کش نواختن ساز ویلن را آغاز و خیلی زود مهارت‌های بسیاری کسب کرد و در عرصه بداهه نوازی و آهنگسازی به پیشرفت‌های چشمگیری بنا بر استعداد ذاتی خود نائل آمد.
وی در کنار موسیقی به تجارت و ترخیص کالا در بنادر جنوب می‌پرداخت. همین امر موجب آشنایی او با عبدالحسین سپنتا شد و از این طریق همکاری این دو آغاز شد. او برای فیلم‌ها و آثار سپنتا آهنگسازی می‌کرد و در یکی از سفرهایی که به همراه سپنتا به کشور هندوستان برای ضبط فیلم دختر لر داشت و آهنگسازی آن فیلم داشت، به همکاری یکی از کمپانی‌های موسیقی هندوستان آلبومی را که تماماً از ساخته‌های خود وی بود روی صفحه گرامافون منتشر نمود.
مصطفی نوریانی در پنجم مهرماه ۱۳۲۲ خورشیدی در سن ۳۲ سالگی درگذشت و در امامزاده عبدالله در کنار آرامگاه مشیرالتجار گرمرودی به خاک سپرده شد.

## خانواده
- نام پدر:رشیدالسلطنه نوریانی
- نام مادر:تاج الملوک طریقت
- نوه دختری میرزا اسماعیل‌خان صدرالکتاب
  - خویشاوندان:
    - مرتضی نوریانی؛ برادر؛ پدر صنعت چاپ ایران
    - نصرت نوریانی؛ برادر؛ مدیر نشریه آیین اسلام
    - عبدالله طریقت؛ پسردایی؛ نوازنده و مدرس ویولن

## آثار
1. موسیقی متن فیلم سینمایی دختر لر [نیازمند منبع]
2. موسیقی متن (تکنوازی ویلن) فیلم سینمایی شیرین و فرهاد[۱][۲][۳]
3. خزان عشق[نیازمند منبع]